# Cordylus angolensis
Espèce
Synonymes
- Zonurus angolensis Bocage, 1895

Statut CITES
Cordylus angolensis est une espèce de sauriens de la famille des Cordylidae.

## Répartition
Cette espèce est endémique d'Angola.
Sa présence est incertaine en Namibie et au Congo-Kinshasa.

## Étymologie
Son nom d'espèce, composé de angol[a] et du suffixe latin -ensis, « qui vit dans, qui habite », lui a été donné en référence au lieu de sa découverte.

## Publication originale
- Bocage, 1895 : Herpétologie d'Angola et du Congo, ouvrage publié sous les auspices du Ministère de la marine et des colonies, Lisboa, Imprimerie Nationale, p. 1-203 (texte intégral).